# Castello Cavalcanti
Castello Cavalcanti is een korte film geschreven en geregisseerd door Wes Anderson. De film werd uitgebracht in 2013 met acteur Jason Schwartzman in de hoofdrol als autocoureur die in 1955 tijdens een race met zijn auto crasht in een Italiaans dorpje.
De film is opgenomen in Cinecittà in Rome en onder meer geproduceerd door Prada.